# Cristoforo di Geremia
Cristoforo di Geremia (né à Mantoue en 1410 et mort à Rome en 1476) est un sculpteur, orfèvre et médailleur de la Renaissance. Il a travaillé à Rome à partir de 1456 et a été actif jusqu'en 1476. Il est surtout connu pour son travail des médaillons en bronze sous le pape Paul II. Cristoforo a réalisé un certain nombre de médailles et de bijoux pour des commandes royales et nobles. 

## Biographie
La date de naissance de Cristoforo di Geremia est inconnue. Il était probablement le fils de Geremia di Nicolino dei Geremei, un orfèvre de Mantoue dont le nom figure dans les documents de Mantoue entre les années 1438 et 1480. Il meurt à l'âge de 46 ans, alors qu'il est au sommet de sa carrière.
Cristoforo di Geremia a étudié à l'école de Mantoue et a été influencé par Mantegna. Il était intéressé l'art de l'Antiquité. Beaucoup de ses œuvres contiennent des caractéristiques provenant d'anciennes pièces de monnaie romaines.

### Premiers travaux à Rome
Cristoforo di Geremia est arrivé à Rome vers 1456 où il passa la majorité de sa vie. Il a travaillé de manière indépendante jusqu'en 1461, date à laquelle il a été employé par le cardinal Lodovico Trevisan avec lequel il voyagea à Pérouse en 1461 et à Florence en 1462. Il était également employé par la famille Gonzaga. Cristoforo a également produit un portrait de Ludovico Trevisano sous forme de médaillon. Le médaillon montre la passion de Cristoforo pour l'art de l'Antiquité car elle est semblable aux bustes d'un empereur romain tardif. En 1466, Cristoforo fabriquait des bijoux pour Borso d'Este, duc de Ferrare.

### Sous la papauté
Après la mort de Trévisan, en 1465, Cristoforo a été employé par la cour papale. Le pape Paul II a employé Cristoforo di Geremia comme médailleur principal. Le pape Paul II est considéré comme le premier pontife à réaliser le potentiel des médailles en tant qu'instrument de l'État et de propagande personnelle. Pour cette raison, il a produit plus de médailles que tout autre pape du XVe siècle. Au service du pape, Cristoforo a principalement produit des variations de deux médailles différentes. Le premier de forme ovale pour commémorer sa pontification et sa perspicacité politique, la deuxième circulaire et a été produite pour reconnaître ses différentes campagnes. Un côté a le profil du Pape Paul II. L'inscription PAVLO VENETO PAPE II - ITALICE PACIS FVNDATORI - ROMA, qui se traduit par « Pape Paul II Venetian - Fondateur de la Paix d'Italie - Rome ». Le dos montre les armoiries du pape Paul II, de son statut de cardinal vénitien Pietro Barbo, et comprend un lion rampant, les clés papales et une tiare. La médaille a été produite à l'occasion de l'annonce de la paix par le pape dans la basilique Saint-Marc le 25 avril 1468. Comme beaucoup d'œuvres de Cristoforo, cette médaille papale a des composants inspirés de l'antiquité. Il est prouvé que le côté profil de la médaille ressemble au denier de l'empereur Hadrien. L'inscription assimile le pape Paul II à Auguste en raison de la nature intrinsèquement impériale de la proclamation de paix de 1468.
L'une des commandes les plus importantes qui a fait la renommée de Cristoforo a été la restauration de la statue équestre de Marc Aurèle en 1468. En 1469, il fut chargé de fabriquer des médailles pour la restauration du Palazzo Venezia,. Sous la papauté, Cristoforo a fait une pléthore de médailles pour le pape Paul II qui a souvent enterré des médailles dans les fondations des bâtiments qu'il restaurait. Beaucoup de ces médailles ont depuis été récupérées et attribuées à Cristoforo di Geremia, malgré l'absence de signature.

### Œuvres signées
Il reste deux médailles signées par Cristoforo di Geremia. La première montre Constantin le Grand au recto et un groupe pseudo-classique au verso. Bien que la signification au dos soit inconnue, certains attribuent la représentation à la paix constantinienne de l'Église. D'autres soutiennent que les deux figures et l'inscription sont l'imitation délibérée d'une pièce de monnaie romaine, l'inspiration dérivant d'un sesterce de Plotine. Les deux personnages, l'Empereur et l'Église se serrent la main.
La deuxième médaille signée de Cristoforo di Geremia représente Alfonso V d'Aragon, roi de Naples. Il présente le buste d'Alfonso V et a probablement été inspiré par le travail de Pisanello sur Alfonso V. Le dos de la médaille montre Alfonso intronisé et couronné par Bellona et Mars.
Cristoforo di Geremia a été remplacé par son neveu, le médailliste Lysippus le Jeune, qui, avec d'autres artistes, a emprunté des figures et des compositions à Cristoforo.

## Travaux
| Travail                           | An               | Type de travail    | De face | Arrière |
| --------------------------------- | ---------------- | ------------------ | ------- | ------- |
| Lodovico Trevisan                 | 1461-1465        | Médaille de bronze |         |         |
| Pape Paul II                      |                  | Médaille de bronze |         |         |
| Constantin le Grand               | 1468             | Médaille de bronze |         |         |
| Alfonso V d'Aragon                |                  | Médaille de bronze |         | n / a   |
| Cardinal Guillaume d'Estouteville | 1461-1481        | Médaille de bronze |         |         |
| Sacrifice à Priape                | Californie. 1470 | Plaquette          |         |         |